# أماندا كرايغ (كاتبة)
أماندا كرايغ (بالإنجليزية: Amanda Craig)‏ هي صحفية وكاتِبة بريطانية، ولدت في 1959 في جنوب أفريقيا.

## وصلات خارجية
- الموقع الرسمي